# Pieve Terzagni
Pieve Terzagni è una frazione del comune di Pescarolo ed Uniti, cui fu annessa nel 1867, distante 2,90 chilometri. Sorge a 45 metri sul livello del mare e vi risiedono 142 famiglie, per un numero complessivo di 358 componenti. Gli stranieri sono ventotto, dei quali 15 provengono dall'Africa, 12 dall'Asia e uno dall'Europa.

## Simboli
Come riporta lo Statuto, lo stemma del Comune di Pescarolo è composto da uno scudo “Di rosso, trinciato da una banda verde caricata da tre uccelli palustri d’argento fermi e tenenti col becco un pesce pure d’argento: la banda è accostata da una torre d’argento, aperta e finestrata di nero e dalla scritta in caratteri maiuscoli d’argento SATOR AREPO TENET OPERA ROTAS.
La scritta in latino riproduce il celebre quadrato del Sator, quadrato magico rappresentato a mosaico nella chiesa di San Giovanni Battista, le cui parole (leggibili iniziando sia dall’alto che dal basso, che da destra o sinistra) significano all’incirca: “Il seminatore Arepo tiene con cura le ruote [del carro]”. A parte il richiamo colto (questo palindromo è stato messo spesso in relazione con l’Opera alchemica), esso vuole ricollegarsi alla fertilità della zona, in passato celebre per la coltivazione del lino. Da tenere presente che Arepo è un nome celtico, a quella popolazione si fa riferire il primo insediamento umano nel territorio.

## Storia
Nel X secolo è testimoniata la presenza nel territorio di Pieve Terzagni di un castello e di fortificazioni, poi demolite durante la dominazione austriaca. Nel territorio tra Pescarolo e Alfiano (accanto al fiume Aspice) i vescovi di Cremona possedevano, fin dall’Alto Medioevo, numerosi beni feudali tra i quali un antico castello (Curtis Barulfis). Nel XII secolo, questo viene distrutto e, ricostruito nelle vicinanze e porterà il nome di Castelnuovo dell’Aspice (poi Castelnuovo del Vescovo). In questo ambito sorge “la Pieve”: una porzione di territorio diocesano organizzata intorno ad un centro principale, dove risiedeva il clero. Nel X secolo, la Pieve è attestata come “delle tre lettere di San Giovanni”. Il nome viene, probabilmente, da qui: dal latino “Johannis” che, in lingua volgare, diventa “di Zuani” o “di Zagni”, con l’ordinale latino “ter” che sta per “tre”. Il paese era un piccolo insediamento abitativo facente parte dei beni del monastero di San Giovanni della Pipia. La pieve fu fondata in quello che sarebbe diventato il borgo di Pieve Terzagni.
Fino ai primi dell'Ottocento Pieve Terzagni godette di autonomia amministrativa; venne poi aggregata nel 1810 a Pessina Cremonese, per tornare nel 1816 a Pescarolo, cui viene aggregata nel 1867.

## Monumenti e luoghi d'interesse
La Chiesa di San Giovanni Decollato, voluta probabilmente da Matilde di Canossa, è un edificio medievale del XII secolo d.C. dedicato al culto cristiano.
 Nella visita del vescovo Nicolò Sfondrati, del 1578, viene definita "antiqua et sitinta in tres naves": antica e divisa in tre navate, con l’abside "totam pictam et fornicata" cioè tutta dipinta e con volta in muratura. L’abside era l’unica zona pavimentata, mentre il resto della chiesa aveva il suolo in terra battuta. La sua struttura ha subito profondi lavori di rifacimento, restauro ed ampliamento tra il XVII e il XVIII secolo e della costruzione primitiva rimangono solo una colonna e ampie parti del mosaico. Esternamente, si presenta con una facciata sobria, a tre portali, di cui uno centrale. L'interno è raccolto e impostato sullo stile barocco, ma l'atmosfera cambia connotazione avvicinandosi all'area “sacra”, dov'è situato l'altare maggiore e dove si trovano raffigurazioni estremamente interessanti fra le quali un singolare mosaico pavimentale del XII secolo, in tessere bianche e nere ed inserti policromi ormai scarsamente visibili nell'area del coro e dell'abside. Il mosaico è composto da figure umane (i quattro Evangelisti) e animali (un cervo, un gallo, un tacchino, forse dei lupi, dei felini e una sirena).

L’elemento più interessante e misterioso del mosaico è la famosa frase del Quadrato Magico (sator arepo tenet opera rotas), che costituisce un palindromo crittografico con cinque parole che formano una frase che può essere letta in tutti i sensi (dall’alto in basso, da destra a sinistra e viceversa) e che, secondo un’interpretazione in senso cristiano potrebbe significare “Cristo, il buon seminatore, sta all’aratro e con esso governa e dirige la grande opera di redenzione del cosmo”.